# 刘福胜
刘福胜（1914年—1994年12月20日），中国人民解放军将领、中国人民解放军开国少将。
曾任中国人民解放军广州军区空军后勤部政委。1955年，授予中国人民解放军少将。
1994年12月20日在湖北省紅安縣逝世，終年80歲。